# 盐酸羟胺
盐酸羟胺是一种无机化合物，化学式为NH2OH·HCl，它通常用作还原剂。

## 性质
无色单斜结晶，易溶于水，溶于乙醇、甘油，不溶于乙醚。吸湿性强，受潮后逐渐分解。加热至151°C以上亦分解。
氯化羟胺可以还原蓝色的铜氨溶液，生成无色的亚铜氨溶液：
4 [Cu(NH3)4]2+ + 2 NH2OH2+ + H+ → 4 [Cu(NH3)2]+ + N2O + H2O + 4 H+ + 8 NH3 + H2O
它和氧化锌或碳酸锌反应，生成羟胺配合物Zn(ONH3)Cl2。

## 制备
1. 亚硝酸钠与焦亚硫酸钠在水中反应，用硫酸酸化后加入一定量的丙酮，并用液碱中和。蒸馏出丙酮肟，将丙酮肟与一定配比的盐酸进行反应，生成盐酸羟胺和丙酮。
2. 硝基甲烷、盐酸水解生产盐酸羟胺

## 用途
有机合成中用于制备肟类。
也用于彩色照相和影片洗印。